# ARCH-Modelle

Simulation einer ARCH(1)-Zeitreihe; Zeitabschnitte mit kleiner und mit großer Volatilität wechseln sich ab

ARCH-Modelle (ARCH, Akronym für: AutoRegressive Conditional Heteroscedasticity, deutsch autoregressive bedingte Heteroskedastizität) bzw. autoregressive bedingt heteroskedastische Zeitreihenmodelle sind stochastische Modelle zur Zeitreihenanalyse, mit deren Hilfe insbesondere finanzmathematische Zeitreihen mit nicht konstanter Volatilität beschrieben werden können. Sie gehen von der Annahme aus, dass die bedingte Varianz der zufälligen Modellfehler abhängig ist vom realisierten Zufallsfehler der Vorperiode, so dass große und kleine Fehler dazu tendieren, in Gruppen aufzutreten. ARCH-Modelle wurden von Robert F. Engle in den 1980er Jahren entwickelt. Im Jahr 2003 wurde ihm dafür der Nobelpreis für Wirtschaftswissenschaften verliehen.

## Definition
Eine Zeitreihe {\displaystyle (x_{t})_{t\in \mathbb {Z} }} heißt ARCH(p)-Zeitreihe, wenn sie rekursiv definiert ist durch
{\displaystyle {\begin{aligned}x_{t}&=\sigma _{t}\epsilon _{t}\\\sigma _{t}^{2}&=a_{0}+a_{1}x_{t-1}^{2}+\dotsb +a_{p}x_{t-p}^{2},\end{aligned}}}
wobei {\displaystyle a_{0},\dotsc ,a_{p}} mit {\displaystyle a_{p}\neq 0} reelle, nichtnegative Parameter sind, und der Prozess {\displaystyle (\epsilon _{t})_{t\in \mathbb {Z} }} aus unabhängigen identisch verteilten Zufallsvariablen mit {\displaystyle \operatorname {E} (\epsilon _{t})=0} und {\displaystyle \operatorname {Var} (\epsilon _{t})=1} besteht.

## Eigenschaften
Für ARCH-Modelle gelten unter der Zusatzbedingung, dass {\displaystyle \sigma _{t}} für alle {\displaystyle t\in \mathbb {Z} } bezüglich der durch {\displaystyle (\epsilon _{s})_{s\leq t-1}} erzeugten σ-Algebra messbar ist, die folgenden Aussagen:
- Die auf die Vergangenheit bedingten Erwartungswerte und bedingten Varianzen sind:

{\displaystyle \operatorname {E} (x_{t}\mid x_{t-1},x_{t-2},\dotsc )=0} und
{\displaystyle \operatorname {Var} (x_{t}\mid x_{t-1},x_{t-2},\dotsc )=\sigma _{t}^{2}}.
- Eine ARCH(p)-Zeitreihe {\displaystyle (x_{t})} ist genau dann (schwach) stationär, wenn alle Nullstellen des charakteristischen Polynoms

{\displaystyle P(z)=1-a_{1}z-\dotsb -a_{p}z^{p}}
außerhalb des komplexen Einheitskreises liegen.
- Eine stationäre ARCH(p)-Zeitreihe hat den stationären Erwartungswert {\displaystyle \operatorname {E} (x_{t})=0} und ihre Autokorrelation verschwindet: {\displaystyle \operatorname {Cov} (x_{t},x_{t+h})=0} für {\displaystyle h>0}. Für ihre stationäre Varianz gilt die Formel

{\displaystyle \operatorname {Var} (x_{t})={\frac {a_{0}}{1-\sum _{k=1}^{p}a_{k}}}}.
- Ist {\displaystyle (x_{t})} eine stationäre ARCH(p)-Zeitreihe, für die {\displaystyle \operatorname {E} (x_{t}^{4})<\infty } gilt, dann ist der quadrierte Prozess {\displaystyle (x_{t}^{2})} eine AR-Zeitreihe.

## Verallgemeinerungen
Die Idee des ARCH-Modells wurde in verschiedener Weise weiterentwickelt und gehört heute ganz selbstverständlich zu den fortgeschrittenen Methoden der Ökonometrie.
Eine Verallgemeinerung sind die GARCH-Modelle (generalized autoregressive conditional heteroscedasticity), die 1986 von Tim Bollerslev entwickelt wurden. Hierbei hängt die bedingte Varianz nicht nur von der Historie der Zeitreihe ab, sondern auch von ihrer eigenen Vergangenheit. Zeitstetige Analoga, sogenannte COGARCH-Modelle (continuous-time GARCH), wurden von Feike C. Drost und Bas J. C. Werker sowie Claudia Klüppelberg, Alexander Lindner und Ross Maller vorgestellt.